# Monte Cabianca
Il monte Cabianca è una montagna delle Alpi Orobie alta 2.601 m. È situata lungo lo spartiacque che divide la Val Brembana dalla Val Seriana, a cavallo tra i comuni di Carona e Valgoglio in provincia di Bergamo.

## Accessi
Il monte Cabianca può essere raggiunto sia dal comune di Carona che da Valgoglio.
Da Carona si sale verso il rifugio Calvi, situato a quota 1.990 m. s.l.m., si prosegue per il sentiero direzione passo della Portula e, prima della baita Pian dell'Asino, si sale a destra (ovest) in direzione lago dei Curiosi. Presso il lago si prende per il canalone e si sale fino al Naso di Cabianca (2.475 m). Si prosegue lungo la cresta che conduce prima alla Spalla e quindi in vetta.
Da Valgoglio invece si sale fino alla località Bortolotti, dalla quale si segue il segnavia del CAI numero 268, che permette poi di raggiungere le case ENEL nei pressi della diga del lago Sucotto. Da qui proseguire verso la capanna Lago Nero, posta nei pressi dell'omonimo lago, per arrivare quindi al lago di Aviasco. Poche decine di metri dopo la diga dello stesso, seguire la traccia che sale a monte e, in circa un'ora, permette di arrivare in vetta.

Un'altra via alternativa si dirama dal passo di Aviasco (a sua volta raggiungibile dal versante della valle Seriana dall'omonimo lago e da quello della valle Brembana mediante la valle dei Frati) e sale al monte dei Frati (2.502  m) e, tramite una facile cresta, tocca la cima del monte Valrossa (2.550  m) da cui in breve si arriva alla cima del monte Cabianca.

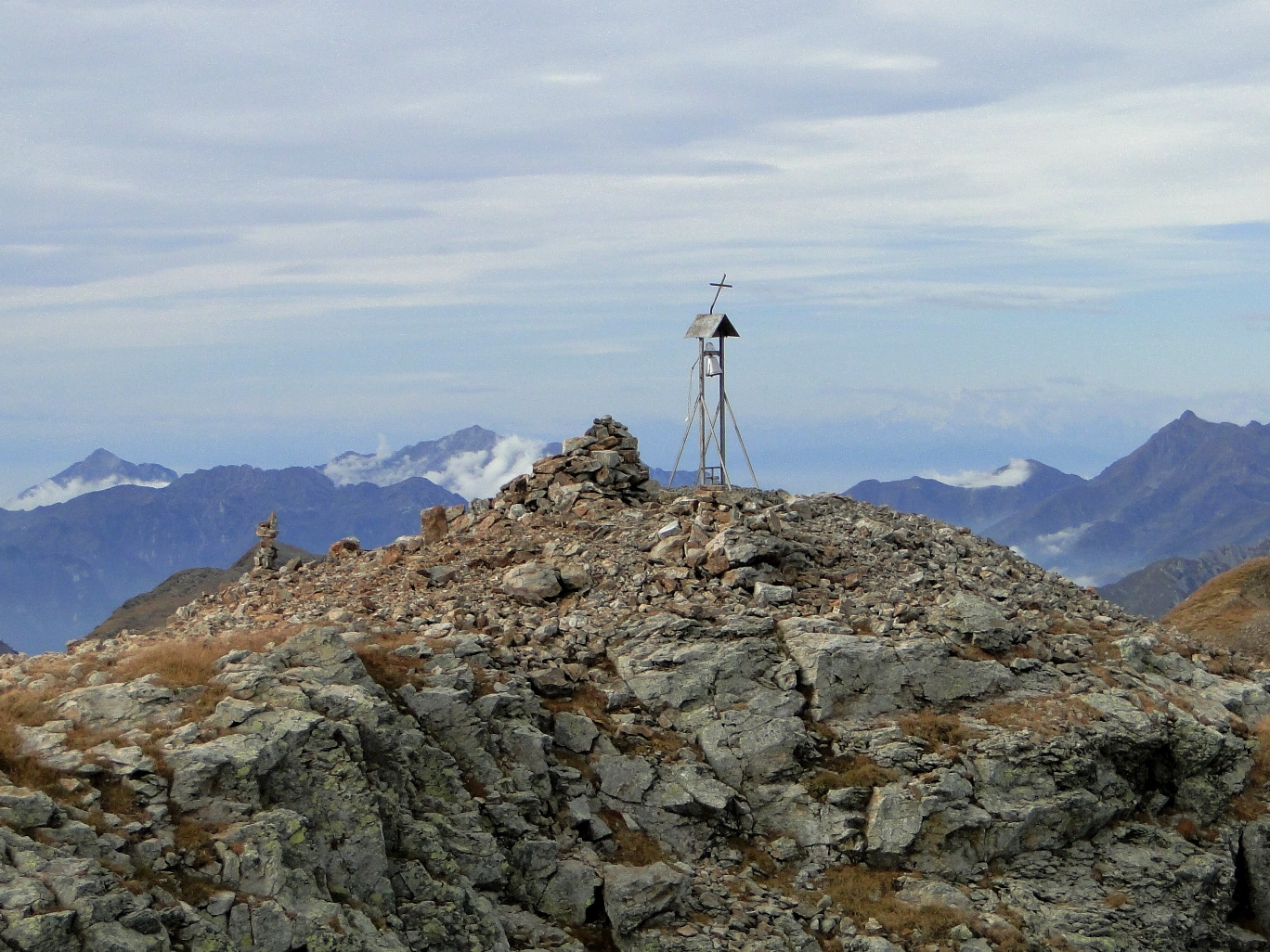
La vetta del Monte Cabianca
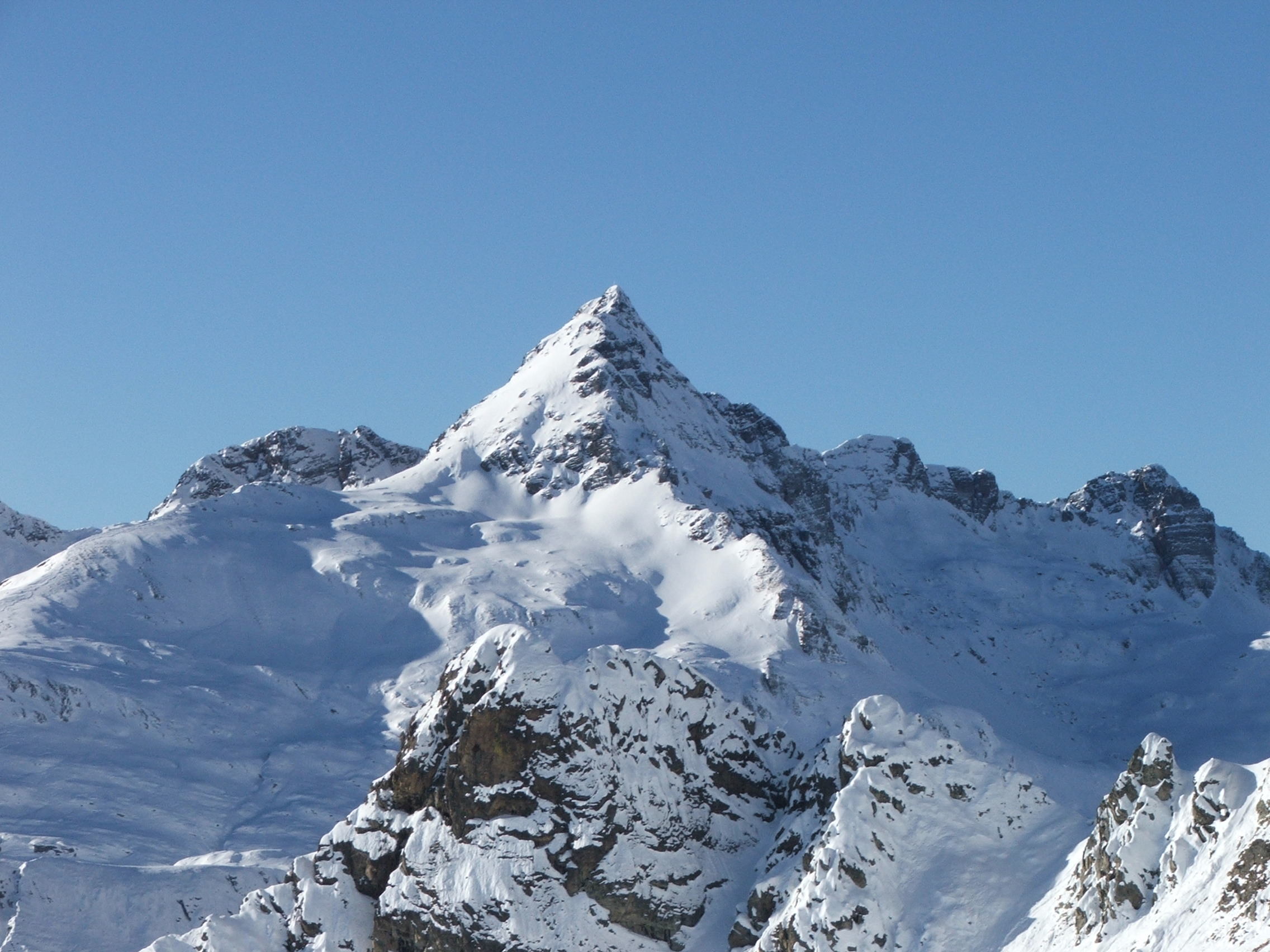
Vista del monte dalla cresta che lo collega al Monte Madonnino